# Slavkovský les
Slavkovský les är en kulle i Tjeckien.   Den ligger i regionen Karlovy Vary, i den västra delen av landet, 130 km väster om huvudstaden Prag. Toppen på Slavkovský les är 657 meter över havet.
Terrängen runt Slavkovský les är kuperad österut, men västerut är den platt. Runt Slavkovský les är det ganska glesbefolkat, med 42 invånare per kvadratkilometer. Närmaste större samhälle är Cheb, 15,2 km väster om Slavkovský les. I omgivningarna runt Slavkovský les växer i huvudsak blandskog.